# Nick Jr. Australië
Nick Jr. Australia is een 24-uurs kinderzender in Australië, bedoeld voor kinderen tot ongeveer zeven jaar. Voordat de zender een zelfstandige plek op de kabel kreeg, tot 2004, was Nick Jr. een ochtendblok op Nickelodeon. Het kanaal is eigendom van XYZ networks, die uitzendt onder een licentie van Viacom.

## Geschiedenis
Voor Nick Jr. werd zond het uit in de ochtend op het algemene Nickelodeonkanaal: de zender zond hierdoor ook een beperkter aantal programma's uit. Op 21 januari 2004 werd de zender zelfstandig: het werd hiermee de eerste zender voor kleuters. Er is echter nog wel zendtijd op de "moederzender": twee uur per dag, tussen 08:00 en 10:00.

## Originele programmering
- Ollie
- Hi-5
- Cooking For Kids with Luis
- The Upside Down Show
- The Koala Brothers
- Gardening For Kids with Madi

## Overige shows
De volgende programma's zijn ook regelmatig te zien op het Nick Jr.-kanaal:
- Adventures of Sonic the Hedgehog
- Angelina Ballerina
- The Backyardigans
- Balamory
- Bill and Ben
- Billy the Scientist
- Blue's Clues
- Blue's Room
- Bob The Builder
- Bruno
- Curious George

- Dora the Explorer
- Engie Benjy
- The Fairies
- Fetch the Vet
- Fifi & the Flowertots
- Franny's Feet
- Fireman Sam
- Giddy Goanna
- Go, Diego, Go!
- Harry and His Bucket Full of Dinosaurs
- Henry's World

- It's a Big Big World
- Jack's Big Music Show
- Jakers! The Adventures of Piggley Winks
- LazyTown
- Little Robots
- Make Way for Noddy
- Miffy and Friends'
- Miss BG
- Miss Spider's Sunny Patch Friends
- The Mr. Men Show
- Maggie and the Ferocious Beast

- Maisy
- Open Sesame
- Oswald
- Paz the Penguin
- Peppa pig
- PicMe
- The Save-Ums
- Shaun the Sheep
- Wobbly Land
- Wonder Pets